# Satyrium grande
Satyrium grande is een vlinder uit de familie van de Lycaenidae. De wetenschappelijke naam van de soort werd als Thecla grandis in 1862 gepubliceerd door Felder & Felder.